# Afrixalus dorsalis
Afrixalus dorsalis és una espècie de granota de la família dels hiperòlids que viu a Angola, Camerun, República del Congo, República Democràtica del Congo, Costa d'Ivori, Guinea Equatorial, el Gabon, Ghana, Guinea, Libèria, Nigèria, Sierra Leona i, possiblement també, a Togo.